# Mistrzostwa Europy w Lekkoatletyce 1982 – bieg na 10 000 m mężczyzn

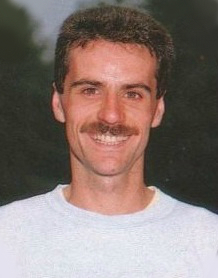
Alberto Cova

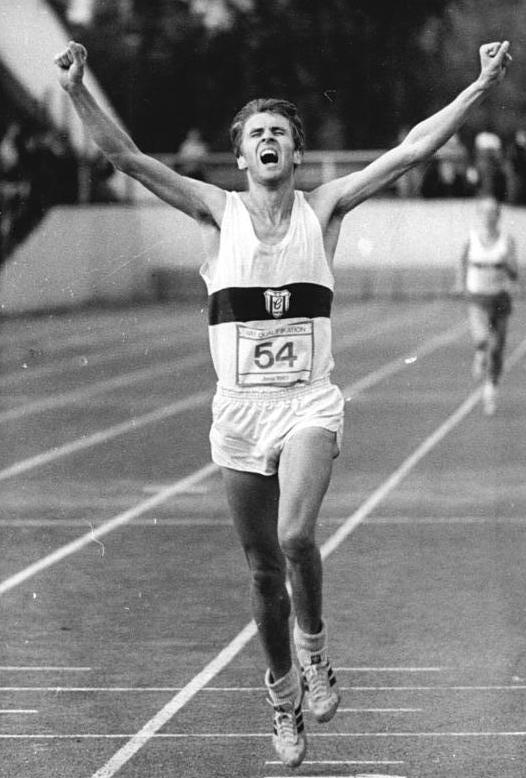
Werner Schildhauer

Bieg na dystansie 10 000 metrów mężczyzn był jedną z konkurencji rozgrywanych podczas XIII mistrzostw Europy w Atenach. Rozegrano od razu bieg finałowy 6 września 1982 roku. Zwycięzcą tej konkurencji został reprezentant Włoch Alberto Cova. W rywalizacji wzięło udział osiemnastu zawodników z czternastu reprezentacji.

## Rekordy
| Rekord świata     | Henry Rono (KEN)      | 27:22,4  | Wiedeń, Austria       | 11.06.1978 |
| Rekord Europy     | Fernando Mamede (PRT) | 27:22,95 | Paryż, Francja        | 09.07.1982 |
| Rekord mistrzostw | Martti Vainio (FIN)   | 27:30,00 | Praga, Czechosłowacja | 29.08.1978 |

## Wyniki

### Finał
| Miejsce | Zawodnik           | Czas     |
| ------- | ------------------ | -------- |
| 1       | Alberto Cova       | 27:41,03 |
| 2       | Werner Schildhauer | 27:41,21 |
| 3       | Martti Vainio      | 27:42,51 |
| 4       | Carlos Lopes       | 27:47,95 |
| 5       | Julian Goater      | 28:10,98 |
| 6       | Salvatore Antibo   | 28:21,07 |
| 7       | Steve Jones        | 28:22,94 |
| 8       | Charles Spedding   | 28:25,91 |
| 9       | Thierry Watrice    | 28:39,44 |
| 10      | Alex Hagelsteens   | 28:40,90 |
| 11      | Hans Segerfeldt    | 28:42,83 |
| 12      | Mats Erixon        | 28:45,82 |
| 13      | Keld Johnsen       | 29:08,32 |
| 14      | Antonio Prieto     | 29:09,29 |
| 15      | Toomas Turb        | 29:15,75 |
| 16      | Roy Andersen       | 29:32,01 |
| 17      | John Woods         | 29:39,88 |
| 18      | Marios Kasianidis  | 29:45,09 |